# Camp de concentració de Königsberg
El camp de Könisberg (Königsberg in der Neumark) fou un dels camps que formava part del sistema de subcamps del Ravensbrück. Tot i que la localització exacte del camp, es desconeguda, es coneix per la descripció que en van fer els presoners, que el camp estava situat sobre la gespa dels terrenys de l'aeroport de Könisberg (Actualment Chojna, situada a l'estat polonès en el districte administratiu de Szczecin).

## L'aeroport de Königsberg
L'aeroport de l'antiga ciutat alemanya de Königsberg, construït entre 1938 i 1939 es trobava situat a 4 quilometres al sud de la ciutat amb el codi de Fuggerhaus. Tant l'aeropot com la ciutat, se situaven al nor-est de província prussiana de Brandenburg, dins del districte governamental de Frankfurt de l'Oder. Al setembre de 1939, l'aeroport es va usar com a punt de suport de les tropes alemanyes que envaïen Polònia. Posteriorment, es feu servir com a seu d'entrenament per als pilots de la Luftwaffe.
Amb el desenvolupament de les hostilitats de la guerra, especialment al front de l'est a partir de 1943, i amb els bombardejos aliats sobre el Reich, de seguida es va veure que l'aviació alemanya estava en situació d'inferioritat, pel que des del cantó alemany es va decidir canviar d'estratègia i formar als pilots per a ser capaços d'atacar els bombarders anglo-americans de quatre motors. Això va suposar que la infraestructura necessària per a la formació dels pilots del Tercer Reich fos modificada, i va comportar l'abandonament de l'aeroport per a fins de formació militar, donat que l'aeroport no tenia capacitat per ser la seu d'aquest tipus de formació.
L'any 1944, es va fer un projecte d'expansió de l'aeroport que consistia en fer més gran la pista d'enlairament i la d'aterratge. La Wehrmacht, específicament la Luftwaffe, fou la responsable de la construcció, si bé també se sap que hi treballaren militars italians, presoners francesos i polonesos com a treballadors forçats, així com altres presoners de camps de concentració.
Un cop el camp fou alliberat, l'exèrcit roig va usar l'aeroport fins a l'any 1990. Un cop, les instal·lacions foren abandones per al seu ús militar, s'hi va construir un complex residencial i industrial.

## Creació
Situat a uns 80 quilometres de Ravesnbruck, el camp entra en funcionament el 20 d'octubre de 1944, amb l'arribada de presoneres provinents de Ravensbrück. Les presoneres franceses, van anomenat el camp "Le petit-Koenisberg" per distingir la ciutat de Neumark amb la ciutat de Königsberg de l'est de Prússia, la qual en l'actualitat és territori rus i s'anomena Kaliningrad.

## Condicions de vida
Segons les declaracions dels propis presoners, el camp es construí sobre la gespa de l'aeroport envoltat d'una tanca de filferro electrificada. Dins de l'àrea delimitada per la tanca hi havia diferents barracons de fusta, sense sostre i recoberts amb sacs de paper on s'allotjaven els presoners. Fora de la tanca hi havia una barraca que tenia la funció de cos de guàrdia, magatzem i de sala de cosir, i també era l'espai destinat a l'allotjament dels membres de les SS i a les oficials nazis.
Es desconeix el nombre exacte de persones que foren allotjades al camp. Segons la informació donada pels supervivents, es creu que el nombre rondava entre les 800 i 900. Algunes fonts parlen de que tot eren dones, però hi ha constància per part d'altres fonts que també hi hagué homes. El gran gruix de presoners, eren polonesos fets presoners durant la Insurrecció de Varsòvia de 1944.
També, hi havia presoners francesos, la majoria transportats des del 15 d'agost de 1944 de França a Ravensbrück. Molts d'aquests presoners eren destinats a Torgau a Saxònia, i forçats a treballar en la indústria d'armament. Els que refusaven o cometien actes de sabotatge, foren enviats a Königsberg el 6 d'octubre de 1944. També es té coneixement de la presència de presoners soviètics, holandesos, alemanys, txecoslovacs, iugoeslaus i espanyols. Entre les deportades de Torgau, també hi havia tres britàniques membres del servei secret (‘’Special Operation Executive’’), les quals foren tornades a Ravensbrück el gener de 1945 i executades.
Si bé no es tenen dades de qui eren els membres de les SS que formaven part del cos del camp, es creu que probablement els membres de la Luftwaffe assignats a les SS formaven el gruix més important de soldats encarregats de la vigilància del camp. Per altra banda, com a conseqüència de la persecució dels crims de l'Holocaust, si que es va poder identificar a 5 de les oficials encarregades del camp. Segons paraules dels presoners, la cap d'aquestes oficials, Wilhelmine Pielen, mostrava actituds especialment sàdiques. Sembla que desentenia els malalts, retirava l'alimentació com a càstig, i aquells que intentaven escapar eren tancats a una cel·la sense sostre o les feien estar dies (excepte les nits) en posició de formació davant la seva oficina.
Les tasques que s'encomanaven als presoners, eren principalment fer el manteniment de l'aeroport, amb l'objectiu que les pistes d'aterratge i enlairament estiguessin plenament funcionals. En aquest sentit, la majoria treballaven per ampliar les pistes i mantenir-les netes però d'altres treballaven al bosc o excavant per aconseguir material per a la construcció de carreteres, barracons, etc. Les jornades de treball eren molt llargues i els presoners tan sols rebien un plat de sopa. Precisament, l'alimentació dels presoners era una de les causes principals d'emmalaltir conjuntament amb les condicions climàtiques extremes, ja que tant a la tardor com sobretot a l'hivern, la temperatura era especialment baixa. Les principals causes d'emmalaltir eren encostipats i grip, però també abcessos, malalties digestives i tuberculosis. Quan un presoner queia malalt era portat a treballar a dins del camp i era atès per metges o infermers polonesos, francesos o soviètics. Es creu, que la tasca d'aquests metges, fou especialment heroica i va permetre salvar un gran nombre de vides. Un exemple d'aquest fet, és que un mes després d'haver estat obert el camp, un grup de 30 presoners que havien arribat malalts al camp eren retornats a Ravensbrück.

## Alliberament
El camp fou alliberat per tropes soviètiques el matí del 5 de febrer de 1945 pels escamots del 2n batalló blindat del 1r front de Belarús, dins de la campanya militar que portaria als soviètics fins a Berlín. Tot i això, els membres de les SS que estaven al camp, l'abandonaren l'1 de febrer davant la imminent arribada de tropes soviètiques. Tot i això, la llibertat tan sols durà dos dies, ja que el 3 de febrer noves unitats de la Wehrmacht i de les SS aparagueren al camp, i tornaren a empresonar a tots els presoners que, a més decidiren que un gran nombre d'ells, els que estaven en millors condicions foren transportats a Ravensbrück mentre que les que es considerava que no podrien suportar el viatge reberen un tret al cap. Tan sols, una mica més d'un centenar de presoners, que van aconseguir amagar-se, foren alliberats per les tropes soviètiques.
Segons algunes fonts aquest centenar de persones eren dones, i foren portades a centres d'assistència sanitària on després de mesos de convalescència i de cures per part de metges polonesos, tornarien a casa seva. De totes maneres, també hi ha constància, però, que al camp hi havia homes, i segons els arxius Arolsen, fins i tot hi havia presos del principat de catalans que sobrevisqueren a les condicions del camp.